# إيزابيل نيفيل (دوقة كلارنس)
إيزابيل نيفيل (بالإنجليزية: Isabel Neville) ولدت في 5 سبتمبر من عام1451 م وتوفيت في 22 ديسمبر من عام 1471م. هي الابنة الكبرى لريتشارد نيفيل، إيرل وارويك السادس عشر (صانع ملوك حرب الوردتين). كانت زوجة جورج بلانتيجينيه والأخت الكبرى لآن نيفيل .
توفيت إيزابيل بعد شهرين ونصف من ولادة ابنها ريتشارد